# Pljuskavica
Pljuskavica (gospino zelje, siljena, trava sv. Ivana, lat. Hypericum), biljni rod iz porodice goračevki (Hypericaceae). Sastoji se od blizu 500 vrsta trajnica, i listopadnih, poluzimzelenih i vazdazelenih polugrmova i grmova. Najpoznatija vrsta je kantarion, po kojoj se porodica naziva i kantarionovke.
Ime roda dolazi od grčkih riječi hypo (izmeđum, ispod) i erike (vrijesak), jer je ta biljka česta među vrijeskom. Kantarion je ljekovit (napetost, depresija, rane, opekline)
U Hrvatskoj rastu: krvava pljuskavica (H. androsaemum), bradata pljuskavica (H. barbatum), čaškasta pljuskavica (H. calycinum), otmjena trava sv. Ivana (H. elegans), čupavodlakava pljuskavica (H. hirsutum),  polegnuta pljuskavica (H. humifusum), pjegava pljuskavica (H. maculatum), gorska pljuskavica (H. montanum) i druge.

## Opis
Gospino zelje ili pljuskavica (rod Hypericum), rod je od gotovo 500 vrsta biljaka ili niskih grmova u porodici goračevki,  Hypericaceae, koje su porijeklom iz umjerenih i tropskih područja. Nekoliko vrsta se uzgaja zbog atraktivnih cvjetova, a barem jedna, kantarion (Hypericum perforatum), važna je u travarstvu. Uobičajeni naziv proizlazi iz činjenice da razne europske vrste cvjetaju oko 24. lipnja, na blagdan sv. Ivana Krstitelja.
Članovi roda imaju jednostavne nasuprotne ili pršljenaste listove koji su prošarani žlijezdama i obično su glatko obrubljeni. Cvjetovi su uglavnom s pet latica i žuti. Za njih je karakteristično mnogo prašnika koji su često spojeni u snopiće. Plodovi su gotovo uvijek suhe kapsule.
Jedna od najpoznatijih vrsta je obična, ili rupičasta pljuskavica (H. perforatum), koja je porijeklom iz Europe, sjeverne Afrike i zapadne Azije. Biljka se koristi u biljnoj medicini kao lijek za depresiju, a postoje ograničeni klinički dokazi o njezinoj učinkovitosti. Otrovan je za životinje koje pasu i može izazvati fotosenzibilizaciju, promjene ponašanja, spontani pobačaj i smrt. Biljka se širi nespolno puzajućim rizomima i spremno se ponovno zasije sjemenom koje može godinama opstati u banci sjemena tla. Postao je štetna invazivna vrsta u južnoj Australiji, Južnoj Africi te Sjevernoj i Južnoj Americi. U zapadnim Sjedinjenim Američkim Državama, gdje je obično poznat kao “klamatski korov” (prema Klamath Indijancima), određene vrste kornjaša (Chrysolina quadrigemina, C. hyperici i Agrilus hyperici) uvedene su na mnoga mjesta kako bi jele biljke i držale ih pod kontrolom.
“Puzava pljuskavica” (H. calycinum), ponekad poznata kao ruža Aronova brada, i “zlatno gospino zelje” (H. patulum) su grmolike istočnoazijske vrste. “Puzava pljuskavica” nosi blijedožute cvjetove s narančastim prašnicima na biljkama visokim 30 cm (1 stopa), dok zlatno gospino zelje ima nešto manje tamnožute cvjetove s tamnijim prašnicima. “Andrijin križ” (H. hypericoides) uzgaja se kao ukrasni grm zbog žutih cvjetova.

## Vrste
1. Hypericum abilianum N.Robson
2. Hypericum aciculare Kunth
3. Hypericum aciferum (Greuter) N.Robson
4. Hypericum acmosepalum N.Robson
5. Hypericum acostanum Steyerm. ex N.Robson
6. Hypericum addingtonii N.Robson
7. Hypericum adenotrichum Spach
8. Hypericum adpressum W.P.C.Barton
9. Hypericum aegypticum L.
10. Hypericum aethiopicum Thunb.
11. Hypericum afrum Lam.
12. Hypericum albiflorum (Hub.-Mor.) N.Robson
13. Hypericum amblyocalyx Coustur. & Gand.
14. Hypericum amblysepalum Hochst.
15. Hypericum anagalloides Cham. & Schltdl.
16. Hypericum andinum Gleason
17. Hypericum andjerinum Font Quer & Pau
18. Hypericum androsaemum L., krvava pljuskavica
19. Hypericum annulatum Moris
20. Hypericum aphyllum Lundell
21. Hypericum apiculatum (N.Robson) Sennikov
22. Hypericum apocynifolium Small
23. Hypericum apricum Kar. & Kir.
24. Hypericum arbuscula Standl. & Steyerm.
25. Hypericum arenarioides A.Rich.
26. Hypericum armenum Jaub. & Spach
27. Hypericum asahinae Makino
28. Hypericum ascyron L.
29. Hypericum asperuloides Czern. ex Turcz.
30. Hypericum asperulum Jaub. & Spach
31. Hypericum asplundii N.Robson
32. Hypericum assamicum S.N.Biswas
33. Hypericum athoum Boiss. & Orph.
34. Hypericum atomarium Boiss.
35. Hypericum attenuatum Fisch. ex Choisy
36. Hypericum aucheri Jaub. & Spach
37. Hypericum augustini N.Robson
38. Hypericum auriculatum (N.Robson & Hub.-Mor.) N.Robson
39. Hypericum australe Ten.
40. Hypericum austrobrasiliense Vog.Ely, Boldrini & Bordignon
41. Hypericum austroyunnanicum L.H.Wu & D.P.Yang
42. Hypericum aviculariifolium Jaub. & Spach
43. Hypericum baccharoides Cuatrec.
44. Hypericum balearicum L.
45. Hypericum balfourii N.Robson
46. Hypericum barbatum Jacq., bradata pljuskavica
47. Hypericum beamanii N.Robson
48. Hypericum beanii N.Robson
49. Hypericum beccarii N.Robson
50. Hypericum bellum H.L.Li
51. Hypericum benghalense S.N.Biswas
52. Hypericum bequaertii De Wild.
53. Hypericum bifurcatum N.Robson
54. Hypericum bithynicum Boiss.
55. Hypericum boehlingraabei Kit Tan, Iatroú, Vold & Strid
56. Hypericum bolivaricum N.Robson
57. Hypericum bordignonii Vog.Ely & Boldrini
58. Hypericum boreale (Britton) E.P.Bicknell
59. Hypericum bourgaei (Boiss.) N.Robson
60. Hypericum brachyphyllum (Spach) Steud.
61. Hypericum brasiliense Choisy
62. Hypericum brevistylum Choisy
63. Hypericum bryoides Gleason
64. Hypericum buckleyi M.A.Curtis
65. Hypericum bupleuroides Griseb.
66. Hypericum × caesariense Druce ex N.Robson
67. Hypericum caespitosum Cham. & Schltdl.
68. Hypericum callacallanum N.Robson
69. Hypericum callithyrsum Coss.
70. Hypericum calycinum L., čaškasta pljuskavica
71. Hypericum campestre Cham. & Schltdl.
72. Hypericum canadense L.
73. Hypericum canariense L.
74. Hypericum capitatum Choisy
75. Hypericum caprifoliatum Cham. & Schltdl.
76. Hypericum caprifolium Boiss.
77. Hypericum caracasanum Willd.
78. Hypericum cardiophyllum Boiss.
79. Hypericum cardonae Cuatrec.
80. Hypericum carinatum Griseb.
81. Hypericum carinosum R.Keller
82. Hypericum cassiopiforme N.Robson
83. Hypericum castellanoi N.Robson
84. Hypericum cavernicola L.B.Sm.
85. Hypericum cerastoides (Spach) N.Robson
86. Hypericum chamaemyrtus Triana & Planch.
87. Hypericum chapmanii P.B.Adams
88. Hypericum choisyanum Wall. ex N.Robson
89. Hypericum cistifolium Lam.
90. Hypericum coadunatum C.Sm. ex Link
91. Hypericum cohaerens N.Robson
92. Hypericum collenetteae N.Robson
93. Hypericum collinum Schltdl. & Cham.
94. Hypericum concinnum Benth.
95. Hypericum conjungens N.Robson
96. Hypericum connatum Lam.
97. Hypericum cordifolium Choisy
98. Hypericum cordiforme A.St.-Hil.
99. Hypericum coris L.
100. Hypericum costaricense N.Robson
101. Hypericum crenulatum Boiss.
102. Hypericum crux-andreae (L.) Crantz
103. Hypericum cuatrecasii Gleason
104. Hypericum cuisinii Barbey
105. Hypericum cumulicola (Small) P.B.Adams
106. Hypericum curvisepalum N.Robson
107. Hypericum cymbiferum Boiss. & Balansa
108. Hypericum cymobrathys N.Robson
109. Hypericum daliense N.Robson
110. Hypericum davisii N.Robson
111. Hypericum × dawsonianum Rehder
112. Hypericum decaisneanum Coss. & Daveau
113. Hypericum decandrum Turcz.
114. Hypericum delphicum Boiss. & Heldr.
115. Hypericum densiflorum Pursh
116. Hypericum denticulatum Walter
117. Hypericum denudatum A.St.-Hil.
118. Hypericum × desetangsii Lamotte
119. Hypericum dichotomum Lam.
120. Hypericum diosmoides Griseb.
121. Hypericum × dissimulatum E.P.Bicknell
122. Hypericum dogonbadanicum Assadi
123. Hypericum dolabriforme Vent.
124. Hypericum drummondii (Grev. & Hook.) Torr. & A.Gray
125. Hypericum dyeri Rehder
126. Hypericum eastwoodianum I.M.Johnst.
127. Hypericum edisonianum (Small) P.B.Adams & N.Robson
128. Hypericum ekmanii Alain
129. Hypericum elatoides R.Keller
130. Hypericum elegans Stephan ex Willd., otmjena pljuskavica
131. Hypericum elenorae Elenevsky
132. Hypericum ellipticum Hook.
133. Hypericum elodeoides Choisy
134. Hypericum elodes L.
135. Hypericum elongatum Ledeb. ex Rchb.
136. Hypericum empetrifolium Willd.
137. Hypericum enshiense L.H.Wu & F.S.Wang
138. Hypericum epigeium R.Keller
139. Hypericum erectum Thunb.
140. Hypericum ericoides L.
141. Hypericum erythreae (Spach) Steud.
142. Hypericum espinalii N.Robson
143. Hypericum faberi R.Keller
144. Hypericum fanjingense N.Robson
145. Hypericum fasciculatum Lam.
146. Hypericum fieriense N.Robson
147. Hypericum fissurale Woronow
148. Hypericum foliosum Aiton
149. Hypericum formosanum Maxim.
150. Hypericum formosissimum Takht.
151. Hypericum formosum Kunth
152. Hypericum forrestii (Chitt.) N.Robson
153. Hypericum fosteri N.Robson
154. Hypericum fragile Heldr. & Sart.
155. Hypericum frondosum Michx.
156. Hypericum fuertesii Urb.
157. Hypericum fursei N.Robson
158. Hypericum furusei N.Robson
159. Hypericum gaitii Haines
160. Hypericum galinum S.F.Blake
161. Hypericum galioides Lam.
162. Hypericum garciae Pierce
163. Hypericum geminiflorum Hemsl.
164. Hypericum gentianoides (L.) Britton, Sterns & Poggenb.
165. Hypericum gladiatum N.Robson
166. Hypericum glandulosum Aiton
167. Hypericum gleasonii N.Robson
168. Hypericum globuliferum R.Keller
169. Hypericum gnidiifolium A.Rich.
170. Hypericum gnidioides Seem.
171. Hypericum goyanesii Cuatrec.
172. Hypericum gracilipes Stapf ex C.E.C.Fisch.
173. Hypericum gracillimum Koidz.
174. Hypericum gramineum G.Forst.
175. Hypericum grandifolium Choisy
176. Hypericum graveolens Buckley
177. Hypericum griffithii Hook.f. & Thomson ex Dyer
178. Hypericum gymnanthum Engelm. & A.Gray
179. Hypericum hachijyoense Nakai
180. Hypericum hakonense Franch. & Sav.
181. Hypericum haplophylloides Halácsy & Bald.
182. Hypericum harlingii N.Robson
183. Hypericum harperi R.Keller
184. Hypericum hartwegii Benth.
185. Hypericum havvae Güner
186. Hypericum hedgei N.Robson
187. Hypericum helianthemoides (Spach) Boiss.
188. Hypericum hengshanense W.T.Wang
189. Hypericum henryi H.Lév. & Vaniot
190. Hypericum heterophyllum Vent.
191. Hypericum himalaicum N.Robson
192. Hypericum hircinum L.
193. Hypericum hirsutum L., čupavodlakava pljuskavica
194. Hypericum hirtellum (Spach) Boiss.
195. Hypericum hispanicum (Pau) M.A.Alonso, Agulló, J.L.Villar, Juan & M.B.Crespo
196. Hypericum hookerianum Wight & Arn.
197. Hypericum horizontale N.Robson
198. Hypericum hubeiense L.H.Wu & D.P.Yang
199. Hypericum huber-morathii N.Robson
200. Hypericum humbertii Staner
201. Hypericum humboldtianum Steud.
202. Hypericum humifusum L., polegnuta pljuskavica
203. Hypericum hypericoides (L.) Crantz
204. Hypericum hyssopifolium Chaix
205. Hypericum × hyugamontanum Kimura
206. Hypericum ichelense N.Robson
207. Hypericum imbricatum Poulter
208. Hypericum × inodorum Mill.
209. Hypericum irazuense Kuntze ex N.Robson
210. Hypericum iwate-littorale H.Koidz.
211. Hypericum japonicum Thunb.
212. Hypericum jaramilloi N.Robson
213. Hypericum × joerstadii Lid
214. Hypericum jovis Greuter
215. Hypericum juniperinum Kunth
216. Hypericum kalmianum L.
217. Hypericum kamtschaticum Ledeb.
218. Hypericum karjaginii Rzazade
219. Hypericum kawaranum N.Robson
220. Hypericum kelleri Bald.
221. Hypericum kiboense Oliv.
222. Hypericum killipii N.Robson
223. Hypericum kimurae N.Robson
224. Hypericum kinashianum Koidz.
225. Hypericum kingdonii N.Robson
226. Hypericum kitamense (Y.Kimura) N.Robson
227. Hypericum kiusianum Koidz.
228. Hypericum kotschyanum Boiss.
229. Hypericum kouytchense H.Lév.
230. Hypericum kurodakeanum N.Robson
231. Hypericum lacei N.Robson
232. Hypericum lagarocaule N.Robson
233. Hypericum lalandii Choisy
234. Hypericum lancasteri N.Robson
235. Hypericum lanceolatum Lam.
236. Hypericum lancifolium Gleason
237. Hypericum lancioides Cuatrec.
238. Hypericum lanuginosum Lam.
239. Hypericum laricifolium Juss.
240. Hypericum × laschii A.Fröhl.
241. Hypericum latisepalum (N.Robson) N.Robson
242. Hypericum laxiflorum N.Robson
243. Hypericum legrandii L.B.Sm.
244. Hypericum leprosum Boiss.
245. Hypericum leschenaultii Choisy
246. Hypericum libanoticum N.Robson
247. Hypericum limosum Griseb.
248. Hypericum linariifolium Vahl
249. Hypericum linarioides Bosse
250. Hypericum linoides A.St.-Hil.
251. Hypericum lissophloeus P.B.Adams
252. Hypericum llanganaticum N.Robson
253. Hypericum lloydii (Svenson) P.B.Adams
254. Hypericum lobbii N.Robson
255. Hypericum lobocarpum Gatt.
256. Hypericum longistylum Oliv.
257. Hypericum lorentzianum Gilg ex R.Keller
258. Hypericum loxense Benth.
259. Hypericum ludlowii N.Robson
260. Hypericum lycium (N.Robson & Hub.-Mor.) N.Robson
261. Hypericum lycopodioides Triana & Planch.
262. Hypericum lydium Boiss.
263. Hypericum lysimachioides Boiss. & Noë
264. Hypericum macgregorii F.Muell.
265. Hypericum maclarenii N.Robson
266. Hypericum maculatum Crantz, pjegava pljuskavica
267. Hypericum macvaughii N.Robson
268. Hypericum madagascariense (Spach) Steud.
269. Hypericum magdalenicum N.Robson
270. Hypericum magniflorum Cuatrec.
271. Hypericum maguirei N.Robson
272. Hypericum majus (A.Gray) Britton
273. Hypericum malatyanum Pesmen
274. Hypericum marahuacanum N.Robson
275. Hypericum marginatum Woronow
276. Hypericum martense N.Robson
277. Hypericum matangense N.Robson
278. Hypericum × medium Peterm.
279. Hypericum mexicanum L.
280. Hypericum microcalycinum Boiss. & Heldr.
281. Hypericum microlicioides L.B.Sm.
282. Hypericum microsepalum (Torr. & A.Gray) A.Gray
283. Hypericum millefolium Urb. & Ekman
284. Hypericum minutiflorum Heenan
285. Hypericum minutum P.H.Davis & Poulter
286. Hypericum × mitchellianum Rydb.
287. Hypericum momoseanum Makino
288. Hypericum monadenum N.Robson
289. Hypericum monanthemum Hook.f. & Thomson ex Dyer
290. Hypericum monogynum L.
291. Hypericum monroi N.Robson
292. Hypericum montanum L., gorska pljuskavica
293. Hypericum montbretii Spach
294. Hypericum moranense Kunth
295. Hypericum mutilum L.
296. Hypericum myrianthum Cham. & Schltdl.
297. Hypericum myricariifolium Hieron.
298. Hypericum myrtifolium Lam.
299. Hypericum mysurense Wall. ex Wight & Arn.
300. Hypericum nagasawae Hayata
301. Hypericum nakaii H.Koidz.
302. Hypericum nakamurae (Masam.) N.Robson
303. Hypericum nanum Poir.
304. Hypericum natalense J.M.Wood & Evans
305. Hypericum naudinianum Coss. & Durieu
306. Hypericum neurocalycinum Boiss. & Heldr.
307. Hypericum nikkoense Makino
308. Hypericum nitidum Lam.
309. Hypericum nokoense Ohwi
310. Hypericum nudiflorum Michx. ex Willd.
311. Hypericum nummularioides Trautv.
312. Hypericum nummularium L.
313. Hypericum nuporoense N.Robson
314. Hypericum oblongifolium Choisy
315. Hypericum oligandrum Milne-Redh.
316. Hypericum oliganthum Franch. & Sav.
317. Hypericum olivieri (Spach) Boiss.
318. Hypericum olympicum L.
319. Hypericum orientale L.
320. Hypericum origanifolium Willd.
321. Hypericum ovalifolium Koidz.
322. Hypericum oxyphyllum N.Robson
323. Hypericum pachyphyllum Collett & Hemsl.
324. Hypericum pallens Banks & Sol.
325. Hypericum pamphylicum N.Robson & P.H.Davis
326. Hypericum papillare Boiss. & Heldr.
327. Hypericum papillosum N.Robson
328. Hypericum papuanum Ridl.
329. Hypericum parallelum N.Robson
330. Hypericum paramitanum N.Robson
331. Hypericum parvulum Greene
332. Hypericum patulum Thunb.
333. Hypericum pauciflorum Kunth
334. Hypericum paucifolium S.Watson
335. Hypericum pedersenii N.Robson
336. Hypericum peninsulare Eastw.
337. Hypericum peplidifolium A.Rich.
338. Hypericum perfoliatum L.,  prorasla pljuskavica
339. Hypericum perforatum L., rupičasta pljuskavica
340. Hypericum peshmenii Yild.
341. Hypericum petiolulatum Hook.f. & Thomson ex Dyer
342. Hypericum phellos Gleason
343. Hypericum philonotis Schltdl. & Cham.
344. Hypericum pibairense (Miyabe & Y.Kimura) N.Robson
345. Hypericum pimeleoides Planch. & Linden
346. Hypericum piriai Arechav.
347. Hypericum pleiostylum C.Rodr.Jim.
348. Hypericum podocarpoides N.Robson
349. Hypericum polyanthemum Klotzsch ex Reichardt
350. Hypericum polyphyllum Boiss. & Balansa
351. Hypericum pratense Schltdl. & Cham.
352. Hypericum prattii Hemsl.
353. Hypericum prietoi N.Robson
354. Hypericum pringlei S.Watson
355. Hypericum prolificum L.
356. Hypericum prostratum Cuatrec.
357. Hypericum pruinatum Boiss. & Balansa
358. Hypericum przewalskii Maxim.
359. Hypericum pseudoerectum N.Robson
360. Hypericum pseudohenryi N.Robson
361. Hypericum pseudolaeve N.Robson
362. Hypericum pseudomaculatum Bush
363. Hypericum pseudopetiolatum R.Keller
364. Hypericum pseudorepens N.Robson
365. Hypericum psilophytum (Diels) Maire
366. Hypericum pubescens Boiss.
367. Hypericum pulchrum L.,  lijepa pljuskavica
368. Hypericum pulogense Merr.
369. Hypericum pumilio Bornm.
370. Hypericum pumilum Sessé & Moc.
371. Hypericum punctatum Lam.
372. Hypericum pycnophyllum Urb.
373. Hypericum qinlingense X.C.Du & Y.Ren
374. Hypericum quartinianum A.Rich.
375. Hypericum quitense R.Keller
376. Hypericum radfordiorum Weakley ex J.R.Allison
377. Hypericum radicans N.Robson
378. Hypericum recurvum N.Robson
379. Hypericum reflexum L.f.
380. Hypericum × reinosae A.Ramos
381. Hypericum relictum N.Robson
382. Hypericum repens L.
383. Hypericum reptans Hook.f. & Thomson ex Dyer
384. Hypericum retusum Aucher ex Jaub. & Spach
385. Hypericum revolutum Vahl
386. Hypericum richeri Vill., Richerova pljuskavica
387. Hypericum rigidum A.St.-Hil.
388. Hypericum roberti Coss. ex Batt.
389. Hypericum robsonii H.A.Keller & S.Crockett
390. Hypericum rochelii Griseb. & Schenk
391. Hypericum roeperianum G.W.Schimp. ex A.Rich.
392. Hypericum roraimense Gleason
393. Hypericum rotundifolium N.Robson
394. Hypericum rubicundulum Heenan
395. Hypericum rubritinctum N.Robson
396. Hypericum rumeliacum Boiss.
397. Hypericum rupestre Jaub. & Spach
398. Hypericum ruscoides Cuatrec.
399. Hypericum russeggeri (Fenzl) R.Keller
400. Hypericum sabiniforme Trevir.
401. Hypericum salsolifolium Hand.-Mazz.
402. Hypericum salsugineum N.Robson & Hub.-Mor.
403. Hypericum salvadorense N.Robson
404. Hypericum sampsonii Hance
405. Hypericum saruwagedicum Diels
406. Hypericum saturejifolium Jaub. & Spach
407. Hypericum saxifragum N.Robson & Hub.-Mor.
408. Hypericum scabroides N.Robson & Poulter
409. Hypericum scabrum L.
410. Hypericum scioanum Chiov.
411. Hypericum scopulorum Balf.f.
412. Hypericum scouleri Hook.
413. Hypericum scruglii Bacch., Brullo & Salmeri
414. Hypericum sechmenii Ocak & Koyuncu
415. Hypericum selaginella N.Robson
416. Hypericum senanense Maxim.
417. Hypericum seniawinii Maxim.
418. Hypericum senkakuinsulare Hatus.
419. Hypericum setosum L.
420. Hypericum sewense N.Robson
421. Hypericum sherriffii N.Robson & D.G.Long
422. Hypericum siamense N.Robson
423. Hypericum sikokumontanum Makino
424. Hypericum silenoides Juss.
425. Hypericum simonsii N.Robson
426. Hypericum sinaicum Hochst. ex Boiss.
427. Hypericum smithii (N.Robson) N.Robson
428. Hypericum socotranum R.D.Good
429. Hypericum somaliense N.Robson
430. Hypericum sorgerae N.Robson
431. Hypericum spectabile Jaub. & Spach
432. Hypericum sphaerocarpum Michx.
433. Hypericum sprucei N.Robson
434. Hypericum spruneri Boiss., Sprunerova pljuskavica
435. Hypericum stellatum N.Robson
436. Hypericum stenobotrys Boiss.
437. Hypericum stenopetalum Turcz.
438. Hypericum steyermarkii Standl.
439. Hypericum strictum Kunth
440. Hypericum struthiolifolium Juss.
441. Hypericum stuebelii Hieron.
442. Hypericum styphelioides A.Rich.
443. Hypericum subalatum Hayata
444. Hypericum subcordatum (R.Keller) N.Robson
445. Hypericum subsessile N.Robson
446. Hypericum suffruticosum P.B.Adams & N.Robson
447. Hypericum synstylum N.Robson
448. Hypericum taihezanense Sasaki ex S.Suzuki
449. Hypericum taygeteum Quézel & Contandr.
450. Hypericum tenuicaule Hook.f. & Thomson ex Dyer
451. Hypericum tenuifolium Pursh
452. Hypericum teretiusculum A.St.-Hil.
453. Hypericum ternatum Poulter
454. Hypericum ternum A.St.-Hil.
455. Hypericum terrae-firmae Sprague & L.Riley
456. Hypericum tetrapetalum Lam.
457. Hypericum tetrapterum Fr., četverouglasta pljuskavica
458. Hypericum tetrastichum Cuatrec.
459. Hypericum thasium Griseb.
460. Hypericum theodori Woronow
461. Hypericum thesiifolium Kunth
462. Hypericum thuyoides Kunth
463. Hypericum thymbrifolium Boiss. & Noë
464. Hypericum thymifolium Banks & Sol.
465. Hypericum thymopsis Boiss.
466. Hypericum tomentosum L.
467. Hypericum tortuosum Balf.f.
468. Hypericum tosaense Makino
469. Hypericum trachyphyllum Griseb.
470. Hypericum trichocaulon Boiss. & Heldr.
471. Hypericum trigonum Hand.-Mazz.
472. Hypericum triquetrifolium Turra, trostrana pljuskavica
473. Hypericum tymphresteum Boiss. & Spruner
474. Hypericum umbellatum A.Kern., štitasta pljuskavica
475. Hypericum umbraculoides N.Robson
476. Hypericum undulatum Schousb. ex Willd.
477. Hypericum uniflorum Boiss. & Heldr.
478. Hypericum uniglandulosum Hausskn. ex Bornm.
479. Hypericum uralum Buch.-Ham. ex D.Don
480. Hypericum vacciniifolium Hayek & Siehe
481. Hypericum vaccinioides N.Robson
482. Hypericum valleanum N.Robson
483. Hypericum venustum Fenzl
484. Hypericum vermiculare Boiss. & Hausskn.
485. Hypericum vesiculosum Griseb.
486. Hypericum virgatum Lam.
487. Hypericum vulcanicum Koidz.
488. Hypericum wardianum N.Robson
489. Hypericum watanabei N.Robson
490. Hypericum wightianum Wall. ex Wight & Arn.
491. Hypericum williamsii N.Robson
492. Hypericum wilmsii R.Keller
493. Hypericum wilsonii N.Robson
494. Hypericum woodianum N.Robson
495. Hypericum wurdackii N.Robson
496. Hypericum xylosteifolium (Spach) N.Robson
497. Hypericum yamamotoanum H.Koidz.
498. Hypericum yamamotoi Miyabe & Kimura
499. Hypericum yezoense Maxim.
500. Hypericum yojiroanum Tatew. & Koji Ito

## Vanjske poveznice
|  | Zajednički poslužitelj ima još gradiva o temi Hypericum |
|  | Wikivrste imaju podatke o taksonu Hypericum             |